# ディスカバリー (マイク・オールドフィールドのアルバム)
『ディスカバリー』（Discovery）は、マイク・オールドフィールドが1984年に発表した9作目のスタジオ・アルバム。

## 背景
オールドフィールドは当時、母国イギリスの税金が高すぎると感じ、スイスで本作のための曲作りとレコーディングを行った。本作のクレジットには、「ジュネーヴ湖が見える、スイスのアルプス山脈の標高2000メートルの地で、晴れた日に録音された」と記載されている。
前作『クライシス』（1983年）にも参加したマギー・ライリーとサイモン・フィリップスに加えて、ドイツのバンド「トリアンヴィラート」のメンバーとして知られるイギリス人ボーカリスト、バリー・パーマーも本作のレコーディングに起用された。なお、「トリックス・オブ・ザ・ライト」ではライリーとパーマーのデュエット・ボーカルがフィーチャーされているが、実際には両名のボーカルは別録りで、アルバムの完成に至るまで対面すらしていなかったという。

## 反響・評価
全英アルバムチャートでは16週トップ100入りし、最高15位を記録して、自身9作目の全英トップ20アルバムとなった。全英シングルチャートでは「トゥ・フランス」が48位、「トリックス・オブ・ザ・ライト」が91位を記録した。
ドイツのアルバム・チャートでは、オリジナル・リリース時には9週にわたって1位を獲得し、2016年に発売されたリマスターCDは、同年2月5日付のアルバム・チャートで46位に再浮上した。また、スイスのアルバム・チャートでも9週にわたり1位となっている。
Mike DeGagneはオールミュージックにおいて5点満点中3.5点を付け「各曲においてライリーとバリー・パーマーがボーカルで全面参加したことは、オールドフィールドが、よりポップ色の注入された雰囲気を巧みに発現させたことを示している」「マイク・オールドフィールドが1980年代に発表した作品の中でも、特に楽しめる物の一つ」と評している。

## リイシュー
2016年発売のリマスターCDにはボーナス・トラックが5曲追加され、そのうち「イン・ザ・プール」と「ボーンズ」はシングル「トゥ・フランス」のB面曲として発表されたインストゥルメンタルで、「アフガン」はシングル「トリックス・オブ・ザ・ライト」のB面曲である。また、同年発売のデラックス・エディション盤に付属したボーナスCDは「The 1984 Suite」というタイトルで、本作及び『キリング・フィールド』収録曲の再編集ヴァージョンや、「ポイズン・アローズ」の別ヴァージョン「ゾンビーズ」等が収録されている。

## 収録曲
全曲ともマイク・オールドフィールド作。8.はインストゥルメンタル。
1. トゥ・フランス - "To France" - 4:37
2. ポイズン・アローズ - "Poison Arrows" - 3:57
3. クリスタル・ゲイジング - "Crystal Gazing" - 3:02
4. トリックス・オブ・ザ・ライト - "Tricks of the Light" - 3:52
5. ディスカバリー - "Discovery" - 4:35
6. トーク・アバウト・ユア・ライフ - "Talk About Your Life" - 4:24
7. セーヴド・バイ・ア・ベル - "Saved by a Bell" - 4:39
8. ザ・レイク - "The Lake" - 12:10

### 2016年リマスターCDボーナス・トラック
1. トゥ・フランス（エクステンデッド・ヴァージョン） - "To France (Extended Version)" - 5:34
2. イン・ザ・プール - "In the Pool" - 3:42
3. ボーンズ - "Bones" - 3:21
4. アフガン - "Afghan" - 2:42
5. トリックス・オブ・ザ・ライト（インストゥルメンタル） - "Tricks of the Light (Instrumental)" - 3:55

### デラックス・エディション盤ボーナスCD
The 1984 Suite
1. トゥ・フランス - "To France" - 4:48
2. ザ・レイク - "The Lake" - 13:43
3. キリング・フィールズ - "The Killing Fields" - 2:44
4. エチュード - "Étude" - 4:38
5. ザ・ロイヤル・マイル - "The Royal Mile" - 3:37
6. ゾンビーズ - "Zombies" - 3:45
7. ディスカバリー - "Discovery" - 4:28

### デラックス・エディション盤ボーナスDVD
「The 1984 Suite」の全7曲の5.1サラウンド・サウンド・ミックス/24ビットのステレオ・ミックス、それに「トゥ・フランス」「エチュード」「トリックス・オブ・ザ・ライト」のミュージック・ビデオが収録されている。

## 参加ミュージシャン
- マイク・オールドフィールド - ドラムスを除くすべての楽器
- サイモン・フィリップス - TAMAドラムス
- マギー・ライリー - ボーカル
- バリー・パーマー - ボーカル